# Willem Dafoe
William (Willem) James Dafoe (Appleton, Wisconsin, 22 juli 1955) is een Amerikaans acteur. Hij werd voor zowel zijn rollen in de films Platoon (1986), Shadow of the Vampire (2000) en The Florida Project (2017) genomineerd voor de Academy Award voor Beste Mannelijke Bijrol. Meer dan tien andere filmprijzen werden hem toegekend, waaronder een Golden Satellite Award (voor Shadow of the Vampire). In 2024 kreeg hij een ster op de Hollywood Walk of Fame.

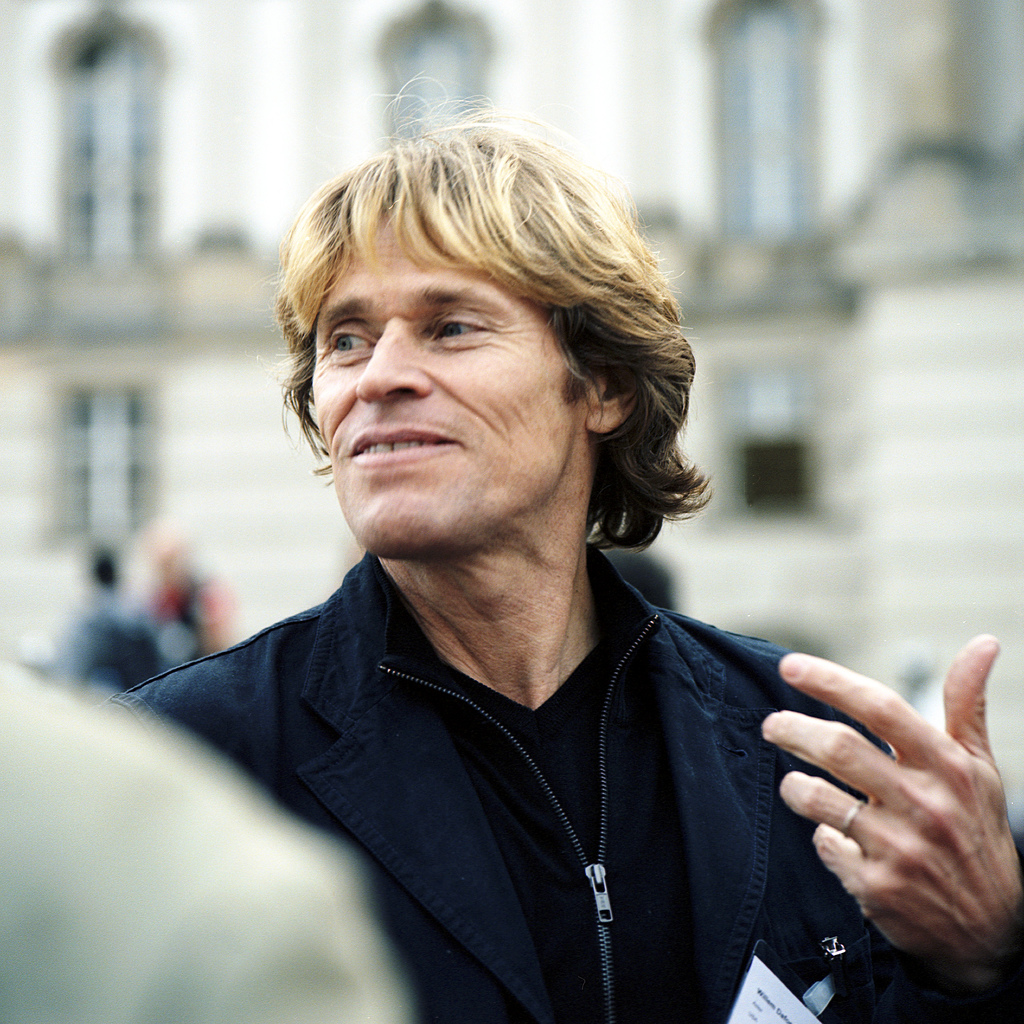
Dafoe tijdens Table of Free Voices in Berlijn (2006).

## Biografie

### Vroege jaren
Hij werd geboren in Appleton als op een na jongste van acht kinderen. Zijn geboortenaam was William Dafoe, maar hij veranderde dit in "Willem". Hij wilde hiermee voorkomen dat mensen hem "Billy" zouden noemen. Nadat hij was geslaagd aan de Appleton East High School ging hij drama studeren aan de Universiteit van Wisconsin-Madison, waar hij mee stopte om deel te nemen aan de nieuwe avant-garde groep Theatre X, waarmee hij onder meer het Amsterdamse Mickery-theater bezocht.
Na vier jaar met Theatre X getoerd te hebben in de Verenigde Staten en in Europa, verhuisde hij naar New York en nam hij deel aan de Performance Group, waar hij regisseur Elizabeth LeCompte ontmoette. Met haar richtte hij de Performance Group opnieuw in en zocht hij leden voor The Wooster Group.

### Carrière
Zijn filmcarrière begon in 1981, toen hij een rol kreeg in Heaven's Gate, maar zijn rol werd tijdens de bewerking uit de film geknipt. Een jaar later was hij te zien als de leider van een motorbende in The Loveless (later zou hij een vergelijkbare rol hebben in Streets of Fire), maar zijn doorbraak maakte hij met zijn rol als Sergeant Elias in de film Platoon uit 1986.
In 1992 stelde hij enkele fans teleur met zijn rol in het erotische drama Body of Evidence waarin ook Madonna te zien was. In deze film verscheen hij helemaal naakt en geeft hij, in een beroemd geworden scène, Madonna cunnilingus op een parkeerplaats.
Hij werkte regelmatig als model in een Prada-campagne in 1990. In 2004 leende hij zijn stem voor het zeer succesvolle James Bondspel Everything or Nothing waarin hij te horen is als de schurk Nikolai Diavolo.
In 2007 speelt hij de NYPD detective Stan Aubray die op jacht is naar een seriemoordenaar in de thriller Anamorph, waarin ook Scott Speedman en Peter Stormare te zien zijn. Ook is hij dan te zien in Mr. Bean's Holiday samen met Rowan Atkinson.

### Privéleven
Dafoe ontmoette regisseur Elizabeth LeCompte tijdens de Performance Group. Ze kregen een relatie en in 1982 werd hun zoon Jack geboren. Op 25 maart 2005 trouwde hij met de Italiaanse regisseuse en actrice Giada Colagrande.
Hij is mede-eigenaar van een restaurant met vriend en acteur John C. McGinley.

## Filmografie
- 1980 - Heaven's Gate - Figurant
- 1982 - The Loveless - Vance
- 1983 - The Hunger - 2nd Phone Booth Youth
- 1984 - Roadhouse 66 - Johnny Harte
- 1984 - Streets of Fire - Raven Shaddock
- 1985 - To Live and Die in L.A. - Erick 'Rick' Masters
- 1986 - Platoon - Elias Grodin
- 1988 - Off Limits - Buck McGriff
- 1988 - The Last Temptation of Christ - Jezus
- 1988 - Mississippi Burning - Agent Ward
- 1989 - Born on the Fourth of July - Charlie - Villa Dulce
- 1989 - Triumph of the Spirit - Salamo Aurouch
- 1990 - Cry-Baby - Hatelijke bewaker bij Maryland Training School for Boys
- 1990 - Wild at Heart - Bobby Peru
- 1991 - Flight of the Intruder - Lt. Cmdr. Virgil Cole
- 1992 - White Sands - Ray Dolezal
- 1993 - Body of Evidence - Frank Dulaney
- 1994 - Clear and Present Danger - John Clark
- 1996 - The English Patient - Caravaggio
- 1997 - Speed 2: Cruise Control - John Geiger
- 1997 - Affliction - Rolfe Whitehouse
- 1999 - eXistenZ - Gas
- 1999 - The Boondock Saints - FBI-agent Paul Smecker
- 2000 - American Psycho - Donald Kimball
- 2000 - Animal Factory - Earl Copen
- 2000 - Shadow of the Vampire - Max Schreck
- 2000 - Bullfighter - Ramirez
- 2001 - Edges of the Lord - Priester
- 2001 - Pavilion of Women - Andre
- 2002 - Spider-Man - Norman Osborn / Green Goblin
- 2002 - Auto Focus - John Carpenter
- 2003 - Finding Nemo - Gill (stem)
- 2003 - Once Upon a Time in Mexico - Barillo
- 2003 - Camel Cricket City - Camel Cricket (stem)
- 2003 - The Reckoning - Martin
- 2004 - The Clearing - Arnold Mack
- 2004 - The Life Aquatic with Steve Zissou - Klaus Daimler
- 2004 - Spider-Man 2 - Norman Osborn
- 2004 - The Aviator - Roland Sweet
- 2004 - Control - Dr. Michael Copeland
- 2005 - XXX: State of the Union - George Deckert
- 2005 - Manderlay - Vader van Grace
- 2005 - Ripley Under Ground - Neil Murchison
- 2005 - Before It Had a Name - Leslie
- 2006 - Inside Man - Kapitein Darius
- 2006 - American Dreamz - Hoofdadviseur van de president
- 2006 - Tales From Earthsea - Cob (stem Engelstalige versie)
- 2006 - Paris, je t'aime - Cowboy
- 2007 - Mr. Bean's Holiday - Carson Clay
- 2007 - Spider-Man 3 - Norman Osborn
- 2007 - Anamorph - Stan Aubray
- 2007 - The Walker - Senator Larry Lockner
- 2007 - Go Go Tales - Ray Ruby
- 2007 - The Procedure - Christopher
- 2008 - Adam Resurrected - Commandant Klein
- 2008 - Fireflies in the Garden - Charles Waechter
- 2008 - I skoni tou hronou - (The Dust of Time) A.
- 2009 - The Boondock Saints 2 All Saints Day -Paul Smecker (niet op de aftiteling)
- 2009 - L'affaire Farewell - Feeney
- 2009 - Antichrist - He
- 2009 - Cirque du Freak: The Vampire's Assistant - Gavner Purl
- 2010 - Daybreakers
- 2011 - The Hunter
- 2013 - Odd Thomas - Wyatt Porter
- 2013 - Nymphomaniac - L
- 2014 - A Most Wanted Man - Tommy Brue
- 2014 - The Grand Budapest Hotel - Jopling
- 2014 - Bad Country - Bud Carter
- 2014 - The Fault in Our Stars - Peter Van Houten
- 2014 - Pasolini - Pier Paolo Pasolini
- 2014 - John Wick - Marcus
- 2016 - The Great Wall - Ballard
- 2017 - Death Note - Ryuk (stem)
- 2017 - The Florida Project - Bobby
- 2017 - What Happened to Monday - Terrence Settman
- 2017 - Murder on the Orient Express - Gerhard Hardman
- 2018 - At Eternity's Gate - Vincent van Gogh
- 2018 - Aquaman - Nuidis Vulko
- 2019 - The Lighthouse - Thomas Wake
- 2019 - Motherless Brooklyn - Paul Randolph
- 2019 - Togo - hondentrainer Leonhard Seppala
- 2021 - The French Dispatch - Albert "the Abacus"
- 2021 - Spider-Man: No Way Home - Norman Osborn / Green Goblin
- 2022 - The Northman - Heimir the Fool
- 2023 - Asteroid City - Saltzburg Keitel
- 2023 - Inside - Nemo
- 2023 - Poor Things - Dr. Godwin Baxter
- 2024 - Kinds of Kindness - Raymond, George en Omi
- 2024 - Beetlejuice Beetlejuice - Wolf Jackson
- 2024 - Nosferatu - Prof. Albin Eberhart Von Franz
- 2025 - The Phoenician Scheme - Knave

## Computerspellen
- 2003 - Everything or Nothing - Nikolai Diavolo
- 2013 - Beyond: Two Souls - Nathan Dawkins
- 2021 - Twelve Minutes - The Police Officer

## Filmprijzen
| Jaar | Evenement                                     | Prijs                                                         | Resultaat  |
| ---- | --------------------------------------------- | ------------------------------------------------------------- | ---------- |
| 2002 | Camerimage                                    | Speciale prijs                                                | Gewonnen   |
| 2005 | Internationaal filmfestival van San Sebastian | Donostia prijs                                                | Gewonnen   |
| 2012 | Internationaal filmfestival van Stockholm     | Stockholm prestatieprijs                                      | Gewonnen   |
| 2016 | Internationaal filmfestival van Karlsbad      | Crystal Globe voor exceptionele bijdrage aan wereldwijde film | Gewonnen   |
| 2018 | Internationaal filmfestival van Berlijn       | Golden Bear ereprijs                                          | Uitgereikt |